# Renate Merkel-Melis
Renate Merkel-Melis (* 16. September 1937 in Berlin; † 1. Oktober 2012 in Berlin) war eine Historikerin und Herausgeberin.

## Leben
Renate Schultz war die Tochter eines Handelsvertreters und einer Näherin. Sie besuchte zwischen 1951 und 1955 das Berlinische Gymnasium zum Grauen Kloster. 1955 schloss sie die Schule am altsprachlichen Zweig mit dem Abitur ab. Von 1955 bis 1957 arbeitete sie als Praktikantin am Institut für Marxismus-Leninismus beim ZK der SED in der Lenin-Abteilung. Anschließend studierte sie Slawistik und Romanistik an der Humboldt-Universität zu Berlin. Ihr Studium schloss sie mit dem Staatsexamen für das Lehramt ab. Von 1966 bis 1970 machte sie eine Aspirantur am Institut für Gesellschaftswissenschaften, Lehrstuhl Geschichte der Arbeiterbewegung. Sie promovierte zum Thema: Zur Herausbildung der Sozialismusauffassung bei Karl Marx und Friedrich Engels in der Entstehungsperiode des wissenschaftlichen Kommunismus (1842–1846) mit summa cum laude. 1982 habilitierte sie durch ihre Promotion B zum Dr. sec. phil. Ab 1983 war sie ordentliche Professorin für Geschichte der deutschen Arbeiterbewegung. Von 1962 bis 1966 und von 1970 bis 1990 war sie Mitarbeiterin der Marx-Engels-Abteilung im Berliner Institut für Marxismus-Leninismus. Nachdem das Institut aufgelöst worden war, war sie Mitarbeiterin auf Honorarbasis der Marx-Engels-Gesamtausgabe.
Renate Merkel-Melis war mit Gerhard Merkel bis Februar 1989 verheiratet. Sie hatte zwei Kinder. Seit 1993 war sie mit François Melis verheiratet und trug seitdem den Doppelnamen Merkel-Melis.

## Ehrungen
- Wissenschaftliches Kolloquium anlässlich des 70. Geburtstages von Prof. Dr. Renate Merkel-Melis am 13.10. in Berlin zum Thema: „Das Spätwerk von Friedrich Engels“.

## Werke (Auswahl)
- Die von Marx und Engels geplante Bibliothek utopischer Sozialisten. In: Beiträge zur Geschichte der Arbeiterbewegung. Dietz Verlag, Berlin 1966,  Heft 5
- Zur Herausbildung der Sozialismusauffassung bei Karl Marx und Friedrich Engels in der Entstehungsperiode des wissenschaftlichen Kommunismus (1842–1846). (Berlin, Inst. für Gesellschaftswiss. beim ZK d. SED, Diss. von. 2. Juli 1970)
- Heinrich Scheel; Horst Adameck; Renate Merkel. Peter Schuppan: Forschungen zur Deutschen Geschichte 1789–1848.  In: Historische Forschungen in der DDR, 1960–1970. Analysen und Berichte. Zum XIII. Internationalen Historikerkongreß in Moskau 1970 . Deutscher Verlag der Wissenschaften, Berlin 1970, S. 380–407 (Zeitschrift für Geschichtswissenschaft 18.1970, Sonderband)
- Zum internationalen Charakter der Auffassung über die sozialistische und kommunistische Gesellschaft im „Manifest der Kommunistischen Partei“ . In: 125 Jahre Kommunistisches Manifest und bürgerlich-demokratische Revolution 1848/49. Referate und DiskussionsbeiträgeAkademie Verlag, Berlin 1975, S. 139–145 (Internationale Reihe des Zentralinstitut für Geschichte der Akademie der Wissenschaften der DDR)
- Marx und Engels über Sozialismus und Kommunismus. Zur Herausbildung der Auffassung von Karl Marx und Friedrich Engels über die sozialistische und kommunistische Gesellschaft in der Entstehungsperiode des wissenschaftlichen Kommunismus (1848–1846). Dietz Verlag, Berlin 1974.
- Zur Datierung der Abiturarbeiten von Karl Marx. In: Beiträge zur Geschichte der Arbeiterbewegung. Dietz Verlag, Berlin 1974, Heft 6
- Rolf Dublek, Renate Merkel (Hrsg.): Marx und Engels über die sozialistische und kommunistische Gesellschaft. Die Entwicklung der marxistischen Lehre von der kommunistischen Umgestaltung . Dietz Verlag, Berlin 1981.
- Zur Entstehung, Bedeutung und Wirkung von Friedrich Engels’ Schrift „Die Entwicklung des Sozialismus von der Utopie zur Wissenschaft“.  In: Marx-Engels-Jahrbuch 5, Dietz Verlag, Berlin 1982, S. 30–62.
- Zur Entstehung, Bedeutung und Wirkung von Friedrich Engels’ Schrift „Die Entwicklung des Sozialismus von der Utopie zur Wissenschaft“. In: Beiträge zur Marx-Engels-Forschung. 9, Berlin 1981, S. 15–25.
- Neues zur Entstehungsgeschichte des Anti-Dühring. Ergebnisse der MEGA-Forschung. In: Beiträge zur Geschichte der Arbeiterbewegung. Dietz Verlag, Berlin 1985, Heft 6
- Einführung in Marx’ und Engels’ Schrift „Manifest der Kommunistischen Partei“. Dietz Verlag, Berlin 1982 (5., verb. Aufl., Berlin 1989) (Bulgarisch 1986)
- Zur Datierung eines Exzerpts von Friedrich Engels zur Geschichte Griechenlands. In: Beiträge zur Marx-Engels-Forschung 17, Berlin 1984, S. 133–134.
- Zum theoriegeschichtlichen Platz des „Anti-Dühring“ unter dem Gesichtspunkt des Verhältnisses zur „Dialektik der Natur“. In: Beiträge zur Marx-Engels-Forschung 23, Berlin 1987, S. 215–225.
- Zu einigen Aspekten der marxistischen Begründung des Sozialismus in der Sicht des späten Engels. In: Zentralinstitut für Philosophie (Hrsg.): Alternativen denken. Berlin 1991, S. 87–90.
- Engels’ Mitarbeit an Hermann Schlüters Broschüre ‚Die Chartistenbewegung in England‘. In: MEGA-Studien 1/1995. Dietz Verlag, Berlin 1995, ISBN 3-320-01910-4, S. 5–32.
- Ein unbekannter Brief von Friedrich Engels aus dem Jahre 1893. In: MEGA-Studien. 2/1995, Dietz Verlag, Berlin 1996, ISBN 3-320-01924-4, S. 54–61.[1]
- „… wir werden die Sache schon ausfressen“. Zu Engels’ Unterstützung Edward Avelings in seinem Konflikt mit der SAP 1887. In: MEGA-Studien 1/1997. IMES, Amsterdam 1998, ISBN 90-804191-1-7, S. 41–64.
- Wer schrieb den Artikel „Juristen-Sozialismus“? Probleme der Autorschaftsbegründung bei der Bearbeitung für Band I/31 der MEGA².  Beiträge zur Marx-Engels-Forschung. Neue Folge 2000. Argument, Hamburg 2000, S. 86–94.
- Zur Entstehungsgeschichte der französischen Ausgabe des 18. Brumaire des Louis Bonaparte. In: Beiträge zur Marx-Engels-Forschung. Neue Folge 2002. Argument, Hamburg 2002, S. 100–112.
- Vorgeschichte der II. Internationale. Zu Ergebnissen der Arbeit am MEGA-Band I/31. In: JahrBuch für Forschungen zur Geschichte der Arbeiterbewegung. Verlag NDZ, Berlin  2002  ISSN 1610-093X
- Wie Engels sich nicht verstanden wissen wollte.  In: Vom mühseligen Suchen und glückhaften Finden. Rückblicke und Erlebnisse von Marx-Engels-Forschern und Historikern der Arbeiterbewegung. Kolloquium anlässlich des 75. Geburtstages von Prof. Dr. Heinrich Gemkow am 28. Juni 2003 in Berlin. Berlin 2003, S. 34–39 (Pankower Vorträge, Heft 54, Teil I)
- MEGA, MEGA und kein Ende …. In: Kein Nachruf! Beiträge über und für Götz Langkau. IISG, Amsterdam 2003, S. 101–104.
- Die Journalisten Marx und Engels. Das Beispiel „Neue Rheinische Zeitung“. In: JahrBuch für Forschungen zur Geschichte der Arbeiterbewegung. II/2005, Berlin 2005, S. 148–101.
- Die Neue Rheinische Zeitung im journalistischen Spätwerk von Engels. In: Beiträge zur Marx-Engels-Forschung. Neue Folge 2005. Argument, Hamburg 2005, S. 249–258.
- Zur Editionsgeschichte von Friedrich Engels’ Schrift ‚Die auswärtige Politik des russischen Zarentum‘. In: Beiträge zur Marx-Engels-Forschung. Neue Folge. Sonderband 5. Argument, Hamburg 2006, S. 263–270.
- „Wer zahlt den Dynamit?“ Ein neu entdeckter Artikel von Friedrich Engels. In: Marx-Engels-Jahrbuch. 2007. Akademie Verlag, Berlin 2008, ISBN 978-3-05-004436-1, S. 156–162.
- Engels ohne Marx. Zum Erscheinen des MEGA2-Bandes I/30. In: Beiträge zur Marx-Engels-Forschung. Neue Folge 2011. Argument Verlag, Hamburg 2013, ISBN 978-3-88619-758-3, S. 190–200.

## Editorin
- Marx-Engels-Werke Bd. 22. Dietz Verlag, Berlin 1963[2]
- Marx-Engels-Werke. Bd. 31. Dietz Verlag, Berlin 1965[3]
- Marx-Engels-Gesamtausgabe. Abteilung I.  Werke, Artikel, Entwürfe. Bd. 1. Karl Marx. Werke Artikel Literarische Versuche bis März 1843. Dietz Verlag, Berlin 1975[4]
- Marx-Engels-Gesamtausgabe. Abteilung I.  Werke, Artikel, Entwürfe. Bd. 27. Friedrich Engels Herrn Eugen Dührings Umwälzung der Wissenschaft (Anti-Dühring). Dietz Verlag, Berlin 1988, ISBN 3-320-00017-9[5]
- Marx-Engels-Gesamtausgabe. Abteilung I.  Werke, Artikel, Entwürfe. Bd. 30. Mai 1883 bis September 1886. Bearb. von Renate Merkel-Melis . Akademie Verlag, Berlin 2011, ISBN 978-3-05-004674-7.
- Marx-Engels-Gesamtausgabe. Abteilung I.  Werke, Artikel, Entwürfe. Bd. 31. Oktober 1886 bis Februar 1891. Bearb. von Renate Merkel-Melis. Akademie Verlag, Berlin 2002, ISBN 3-05-003482-3.
- Marx-Engels-Gesamtausgabe. Abteilung III. Briefwechsel. Bd. 30 Friedrich Engels Briefwechsel Oktober 1889 bis November 1890. Bearb. von Gerd Callesen und Svetlana Gavril'čenko. Unter Mitarbeit von Regina Roth und Renate Merkel-Melis. Akademie Verlag, Berlin 2013, ISBN 978-3-05-006024-8.